# Deni Fiorentini
Deni Fiorentini Jovanović (* 5. Juni 1984 in Split) ist ein ehemaliger italienischer Wasserballspieler. Mit der italienischen Nationalmannschaft wurde er Europameisterschaftszweiter 2010, Weltmeister 2011 und Olympiazweiter 2012.

## Karriere
Deni Fiorentini und sein älterer Bruder Goran Fiorentini sind Söhne des jugoslawischen Wasserballspielers Branko Jovanović. Sie begannen in Lugano mit dem Wasserballspiel. Deni spielte von 2003 bis 2015 in der italienischen Liga und ab 2015 wieder in Lugano. Mit Pro Recco wurde er von 2011 bis 2014 dreimal italienischer Landesmeister und gewann 2012 die LEN Champions League. Mit den Lugano Sharks waren die Brüder Fiorentini mehrfach Schweizermeister.
Die Nationalmannschafts-Karriere von Deni Fiorentini begann erst 2010, nachdem sein Bruder 2009 sein letztes Länderspiel bestritten hatte. Bei der Europameisterschaft 2010 in Zagreb erreichten die Italiener in ihrer Vorrundengruppe den zweiten Platz hinter den Kroaten. Die beiden Mannschaften trafen im Finale wieder aufeinander und die Kroaten gewannen mit 7:3. 2011 fand die Weltmeisterschaft in Schanghai statt. Die Italiener gewannen ihre Vorrundengruppe. Nach einem Viertelfinalsieg über die Spanier bezwangen sie im Halbfinale die Kroaten. Im Finale siegten die Italiener mit 8:7 über die serbische Mannschaft. Im Jahr darauf belegten die Italiener in ihrer Vorrundengruppe bei den Olympischen Spielen 2012 in London den zweiten Platz hinter den Kroaten. Im Viertelfinale schlugen sie die Ungarn und im Halbfinale die Serben. Im Finale trafen sie wieder auf die Kroaten und unterlagen mit 6:8. Fiorentini war in allen Spielen dabei. Der Defensivspezialist war als schneller Schwimmer zehnmal am Anschwimmen beteiligt und gewann alle zehn Duelle. Pietro Figlioli, der andere Sprintspezialist, gewann 19 von 21 Anschwimmduellen. Bei der Weltmeisterschaft 2013 in Barcelona belegten die Italiener den vierten Platz, nachdem sie im Spiel um den dritten Platz mit 8:10 gegen die Kroaten verloren hatten.